# Zinna
Zinna ist ein Ortsteil der Großen Kreisstadt Torgau im Landkreis Nordsachsen in Sachsen. Er gehörte bis zur Eingemeindung am 1. Januar 2013 der Verwaltungsgemeinschaft Torgau an.

## Geografie und Verkehr
Zinna liegt an der nordwestlichen Stadtgrenze von Torgau im Übergangsgebiet der Elbniederungen zur hügeligen Dübener Heide. Durch den Ort führt die B 182. Die stillgelegte Bahnstrecke Pretzsch–Torgau hatte einen Haltepunkt im nahe gelegenen Welsau.

## Sehenswürdigkeiten
- Kirche Welsau aus der ersten Hälfte des 13. Jahrhunderts

## Geschichte
Die beiden Orte Zinna und Welsau sind sorbischen Ursprungs. So bedeutet Zinna (von syno – Heu) Heudorf und Welsau (von aso. wel(i)ki – groß) so viel wie Großes Dorf. Zinna und Welsau werden im Jahr 1251 erstmals urkundlich erwähnt. Ab 1510 gehörte Zinna zum Amt Torgau. Auf dem Zinnaer Berg wurde durch die Stadt Torgau ab dem Jahr 1518 Wein angebaut. 1637 wurde die Zinnaer Kirche während des Dreißigjährigen Krieges durch Truppen des schwedischen Feldherren Johan Banér zerstört und der Ort verwüstet. Im Jahr 1760 wurde der Ort während des Siebenjährigen Krieges in der Schlacht bei Torgau auf den Süptitzer Höhen abermals verwüstet. Am 25. Dezember 1813 kapitulierte die französische Besatzung der Festung Torgau in Welsau in den Befreiungskriegen. Im Jahr 1850 wurden beide Orte administrativ getrennt. Die Eisenbahnstrecke Torgau–Pretzsch wurde 1895 eröffnet und der Ort erhielt einen Bahnanschluss. Im Jahre 1910 wurde der Ort an das zentrale Trinkwassernetz und 1920 an die Stromversorgung angeschlossen.
Das Fort Zinna beherbergte ab 1936 das nationalsozialistische Wehrmachtgefängnis Torgau und von 1945 bis 1948 das sowjetische Speziallager Nr. 8 und Nr. 10 Torgau. Heute ist es Sitz der Justizvollzugsanstalt Torgau.
Am 20. Juli 1950 wurde die Gemeinde Welsau nach Zinna eingemeindet.
Mit Wirkung vom 1. Januar 2013 wurde Zinna nach Torgau eingemeindet. Auch Welsau wurde Teil der Großen Kreisstadt.